# Bünz
Die Bünz ist ein 26 Kilometer langer Fluss im Schweizer Kanton Aargau und ein südöstlicher und rechter Zufluss des Seetaler Aabachs. Sie durchquert von Süden nach Norden die aargauischen Bezirke Muri, Bremgarten und Lenzburg.

## Name
Bei dem Namen handelt es sich um einen lateinischen Ortsnamen (praedium) *Pontianum, der auf den Fluss übertragen wurde. Erste urkundliche Erwähnung des Flusses war 1426 "an die Buntzen".

## Geographie

### Verlauf

#### Rüeribach

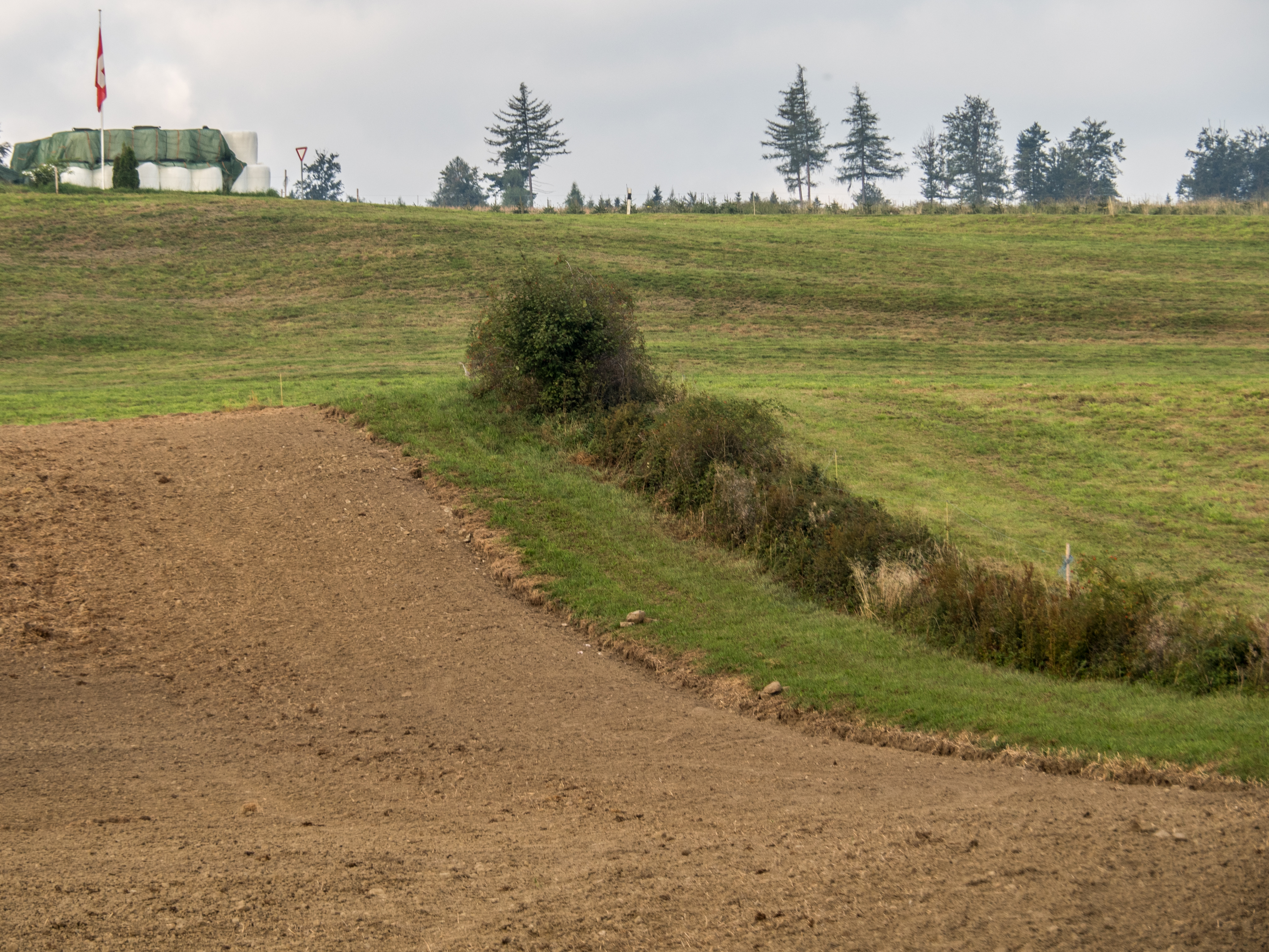
Die Quelle der Bünz oberhalb Winterschwil

Die Quelle der Bünz liegt im Freiamt oberhalb von Winterschwil am Lindenberg auf einer Höhe von rund 711 m ü. M. Der Bachlauf beginnt als Rüeribach im offenen Landwirtschaftsgebiet zwischen den Weilern Geltwil und Brunnwil. Bei Isenbergschwil nimmt er von rechts den Altbach auf, der südlich von Brunnwil auf dem Lindenberg entspringt und früher bei Winterschwil eine Mühle antrieb. Nun fliesst der Bach in einem kleinen Tal zum Dorfteil Langdorf von Muri hinunter, wo eine weitere Wassermühle stand, und weiter durch die Siedlung von Muri auf dem ehemaligen Kirchfeld auf 460 m ü. M. in die weite Schwemm- und Sumpflandschaft östlich von Boswil. Bei Muri mündet von links der Sörikerbach. Beide Bäche vereinigen sich zwischen dem Bahnhof und Hasli zur Bünz. 

#### Bünz
Bei Bünzen mündet ebenfalls von links der Wissenbach in die Bünz. Aus der feuchten Ebene zwischen Muri und Besenbüren, die im 20. Jahrhundert für die Gewinnung von Torf wichtig war, führen mehrere Entwässerungsgräben zur Bünz, vor allem der Krebsbach und der Schwarzgraben. Auch die Bünz selbst liegt seit den Entsumpfungsprojekten in einem künstlichen, tiefen Graben, der im 20. Jahrhundert über Waltenschwil und Wohlen bis nach Othmarsingen weitergeführt worden ist.
Zwischen Anglikon und Dottikon nimmt die Bünz als weiteren grösseren Zufluss den Holzbach auf, der aus mehreren Bächen bei Sarmenstorf und Büttikon entsteht. Bei Dottikon verlässt sie die ehemals sumpfige Ebene und fliesst in ein schmales Tälchen, das sie in die Schotterschichten eingeschnitten hat. Die Gefällestufe bei Dottikon wurde früher von zwei Wasserwerken genutzt, der Mühle im Dorf und der Tieffurtmühle nordwestlich davon. Auch Othmarsingen besass eine Mühle und ein Sägewerk am Wasser.
Nordwestlich von Othmarsingen ist die Bünz unter dem breiten Damm der Eisenbahnlinie Zürich–Lenzburg eingedolt. Nach einem letzten Abschnitt von etwa 4 Kilometern Länge mit einem deutlich stärkeren Gefälle mündet sie in Wildegg beim alten Industriequartier von rechts als der grösste Seitenbach in den Seetaler Aabach, kurz bevor dieser die Bahnlinie Aarau–Brugg unterquert und 250 Meter weiter unten in die Aare mündet.

### Einzugsgebiet
Das 122,61 km² grosse Einzugsgebiet der Bünz liegt im Schweizer Mittelland und wird über den Aabach, die Aare und den Rhein zur Nordsee entwässert.
Es besteht zu 26,6 % aus bestockter Fläche, zu 56,9 % aus Landwirtschaftsfläche, zu 16,1 % aus Siedlungsfläche und zu 0,3 % aus Gewässerfläche.
Die Flächenverteilung
Die mittlere Höhe des Einzugsgebietes beträgt 520 m ü. M., die minimale Höhe liegt bei 347 m ü. M. und die maximale Höhe bei 877 m ü. M.

### Zuflüsse
Von der Quelle zur Mündung
Rüeribach
- Stiereweid, von rechts auf etwa 638 m ü. M., 0,1 km
- Usserfeld, von links auf etwa 614 m ü. M., 0,3 km
- Altbach, von rechts auf etwa 539 m ü. M., etwa 4 km
- Aspibach, von links auf etwa 475 m ü. M., etwa 2 km
- Lumpenmühlebach, von rechts auf etwa 469 m ü. M., 1,3 km
- Sörikerbach (Unterlauf auch Katzbach genannt), von links auf etwa 451 m ü. M., etwa 5 km

Bünz
- Brunnbach, von links auf etwa 445 m ü. M., 1,0 km
- Lippertwiesbach, von rechts auf etwa 441 m ü. M., 1,4 km
- Chräbsbach, von links auf etwa 436 m ü. M., 2,8 km
- Grundbächli, von links auf etwa 434 m ü. M., 1,0 km
- Wissenbach, von links auf etwa 432 m ü. M., etwa 7 km
- Schwarzgraben, von rechts auf etwa 431 m ü. M., 2,9 km
- Riedmisbächli, von links auf etwa 430 m ü. M., 1,5 km
- Bächliweid, von rechts auf etwa 428 m ü. M., 1,6 km
- Leutschbach, von links auf etwa 428 m ü. M., 1,7 km
- Heuelbach, von links auf etwa 425 m ü. M., 1,9 km
- Brunnächer/Schibler, von rechts auf etwa 424 m ü. M., 1,4 km
- Wissenbächli, von links auf etwa 423 m ü. M., 2,7 km
- Büelisacherkanal, von links auf etwa 419 m ü. M., 2,2 km
- Fulenbach, von rechts auf etwa 418 m ü. M., 1,4 km
- Büttikerbach, von links auf etwa 416 m ü. M., 1,5 km
- Guggibach, von rechts auf etwa 414 m ü. M., 1,6 km
- Oberhaubach, von rechts auf etwa 408 m ü. M., 2,0 km
- Raimatte, von rechts auf etwa 408 m ü. M., 0,1 km
- Reservoirbach, von rechts auf etwa 407 m ü. M., 0,8 km
- Holzbach, von links auf etwa 406 m ü. M., 1,9 km
- Leihof, von rechts auf etwa 406 m ü. M., 0,7 km
- Hägglingerbach, von rechts auf etwa 405 m ü. M., 3,0 km
- Tieffurtmühlekanal, von rechts auf etwa 402 m ü. M., 0,3 km
- Rotenbühlbach, von rechts auf etwa 399 m ü. M., 0,9 km
- Gislisbergbächlein, von rechts auf etwa 395 m ü. M., 1,5 km
- Mattenbächlein, von links auf etwa 390 m ü. M., 1,4 km
- Weierbodenbach, von rechts auf etwa 369 m ü. M., 2,0 km
- Klausenbächlein, von rechts auf etwa 359 m ü. M., 1,3 km
- Schlosswaldbächli, von rechts auf etwa 357 m ü. M., 0,8 km
- KIW-Kanal, von links auf etwa 355 m ü. M., 1,0 km
- Altersheim, von links auf etwa 350 m ü. M., 0,4 km

## Hydrologie
An der Mündung der Bünz in den Aabach beträgt ihre modellierte mittlere Abflussmenge (MQ) 2,25 m³/s. Ihr Abflussregimetyp ist pluvial inférieur und ihre Abflussvariabilität beträgt 25.

## Flusskorrektionen
Wegen des schwachen Gefälles mäandrierte der Bach früher sehr stark, und das Gebiet nördlich von Wohlen war ein grosser Sumpf. In den 1920er Jahren wurde die Bünz zwischen Muri und Othmarsingen begradigt und kanalisiert. Dadurch konnten die früher häufig vorkommenden Überschwemmungen unterbunden werden. Man legte den Sumpf trocken und machte ihn für die Landwirtschaft nutzbar. Die Begradigung und das Fehlen von Abwasseraufbereitungsanlagen in den zunehmend industrialisierten Gemeinden führten jedoch zu einem Aussterben vieler Tierarten. Dies trug dazu bei, dass die Bünz als das schmutzigste Gewässer des Kantons Aargau galt.
Auf dem Gemeindegebiet von Möriken-Wildegg, kurz vor der Mündung in die Aare, wurde die Bünz bei den Korrektionen zwar nicht begradigt, jedoch befestigte man auch hier den Bachlauf mit Verbauungen, die jede Dynamik verhinderten. Dies änderte sich aber schlagartig mit dem Pfingsthochwasser 1999: Innerhalb von Stunden erodierte die Bünz sämtliche Ufer und schuf sich ein komplett neues Bett. Aus dem ehemaligen Landwirtschaftsgebiet entstand eine dynamische Auenlandschaft mit grossen, frisch geschaffenen Kiesflächen, welche von Pioniervegetation besiedelt wurden. Das Bundesamt für Umwelt erkannte die entstandene Bünzaue Möriken im Jahr 2000 als Auengebiet von nationaler Bedeutung an.

## Renaturierung
Seit 2001 sind an verschiedenen Stellen Massnahmen zur Renaturierung getroffen worden. Der Wasserlauf wurde nicht verändert, allerdings entfernte man Verbauungen und fügte Hindernisse wie Steinbarrieren, Baumstrünke oder Kies hinzu. Auch wurde die Breite des Bachbetts bei Hochwasserstand erhöht. Diese Massnahmen sollen die Fliessgeschwindigkeit vermindern, den Hochwasserschutz verbessern und den vertriebenen Wasserlebewesen die Wiederansiedelung ermöglichen. Durch die Sanierung der Kläranlagen der Region verbesserte sich die Wasserqualität, und die Population von Fischen und Kleinlebewesen stieg an. So sind zahlreiche Bachforellen in früher stark belasteten Gebieten zu beobachten.
Von 2024 bis 2025 soll auch der Bereich in Dottikon revitalisiert werden. Bis 2023 bestand dort zudem ein Kleinwasserkraftwerk mit einem Stauwehr.
Eine von 2021 bis 2023 durchgeführte Studie fand heraus, dass mit drei in der Bünz verbauten Turbinen nur 81 Prozent der besenderten Lachse den Weg in den Rhein fanden.

## Brücken

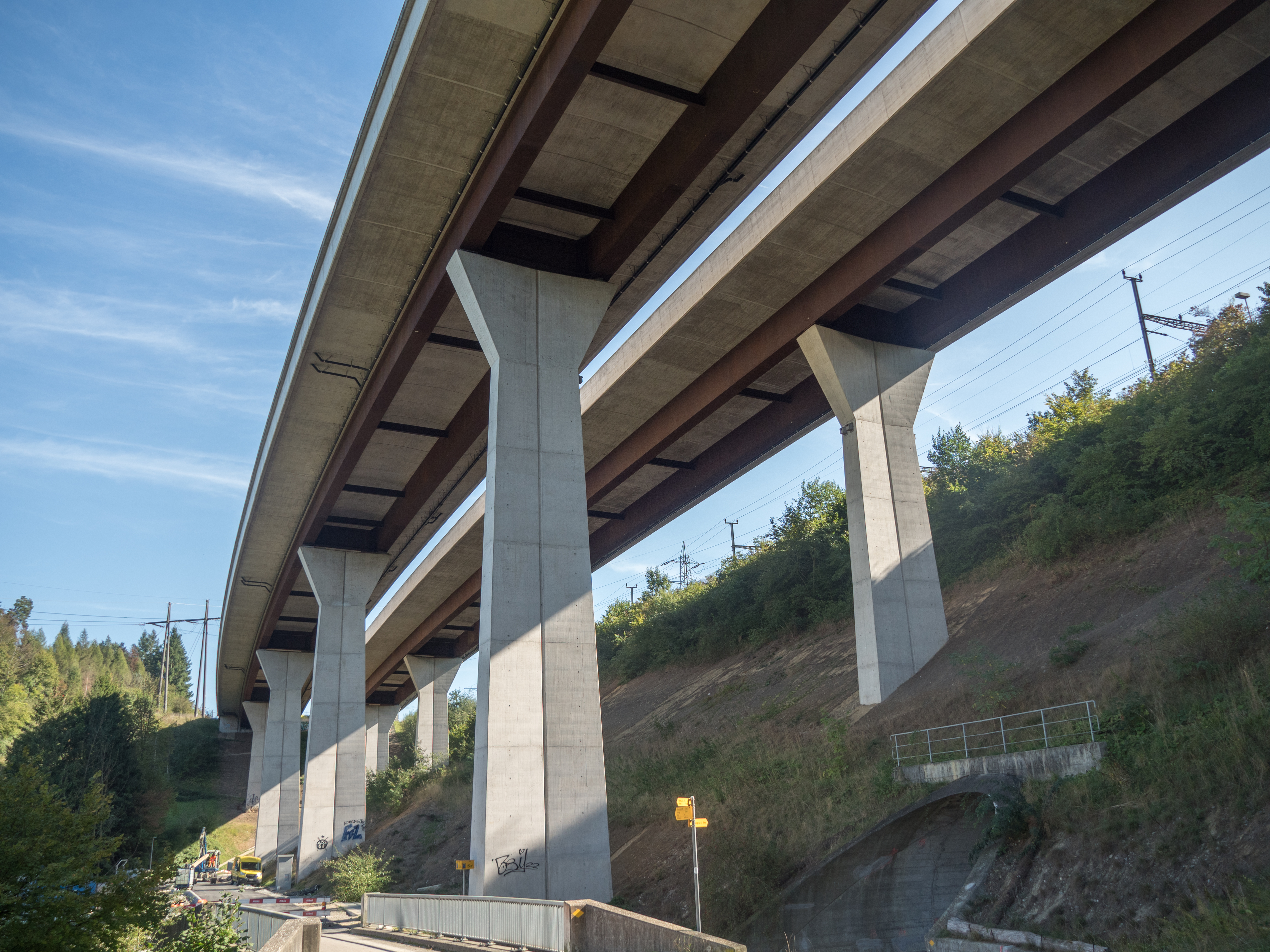
Bünztal-Brücke (A1-Autobahn) in Othmarsingen

Auf seinem Weg wird der Fluss von rund 100 Übergängen überquert.